# Molinos (departament)
Departament Molinos (hiszp. Departamento Molinos) – departament położony w prowincji Salta. Stolicą departamentu jest Molinos.
Departament jest położony w zachodniej części prowincji po wschodniej stronie Andów. Od północy graniczy z departamentem La Poma. Od zachodu graniczy z prowincją Catamarca oraz departamentem Los Andes, od południa i wschodu z San Carlos, od północy Cachi.
Z północy na południe przez departament przepływa rzeka Calchaquí, w dolinie Calchaquíes znajdują się uprawy lucerny, owsa, papryki, fasoli, cebuli, kukurydzy i innych warzyw. Rozwinięta jest także hodowla kóz.
Przez departament przebiega słynna Droga krajowa 40 (ruta nacional n.º 40 «Libertador General Don José de San Martín»).
W 2010 roku populacja departamentu wynosiła 5652, 2785 mężczyzn i 2867 kobiety.
W skład departamentu wchodzą m.in. miejscowości: Molinos, Colome, Seclantes, Luracato.